# Boldu (Buzău)
Boldu è un comune della Romania di 2 453 abitanti, ubicato nel distretto di Buzău, nella regione storica della Muntenia.